# Tujana Dasjidorzjijeva
Tujana Norpolovna Dasjidorzjijeva (ryska: Туяна Норполовна Дашидоржиева), född den 14 april 1996 i byn Tsagan-Tjelutaj i Aginska Burjatien i Tjita oblast (nu Zabajkalskij kraj) i södra Sibirien, är en rysk bågskytt.
Hon tog OS-silver i lagtävlingen i samband med de olympiska bågskyttetävlingarna 2016 i Rio de Janeiro..